# التعديلات الثلاثة عشر
التعديلات الثلاثة عشر التي اقترحها مكاريوس الثالث (المعروفة أيضًا بـ 13 نقطة) هي كانت مقترحًا قدمه رئيس أساقفة قبرص مكاريوس سنة 1963 لتغييرات دستورية غيرت الطرق التي تم بها تمثيل الطائفتين في الحكومة. أثار هذا أزمة بين القبارصة اليونانيين والأتراك مما أدى إلى الصراع المعروف باسم عيد الميلاد الدامي.

## التعديلات الثلاثة عشر
فيما يلي التعديلات الثلاثة عشر التي اقترحها مكاريوس:
- التنازل عن حق النقض لرئيس الجمهورية ونائبه.
- ينوب نائب رئيس الجمهورية عن رئيس الجمهورية في حالة غيابه المؤقت أو عدم قدرته على أداء مهامه.
- يكون انتخاب رئيس مجلس النواب اليوناني ونائب الرئيس التركي من قبل المجلس ككل، ولا يكون انتخاب الرئيس الحالي من النواب اليونانيين ونائب الرئيس من قبل الأعضاء الأتراك.
- ينيب نائب رئيس مجلس النواب عن رئيس المجلس في حال غيابه المؤقت أو عجزه عن أداء مهامه.
- تلغى الأحكام الدستورية المتعلقة بأغلبية منفصلة لسن قوانين معينة من قبل مجلس النواب.
- إنشاء بلديات موحدة.
- يجب توحيد إدارة العدل.
- إلغاء تقسيم قوات الأمن إلى شرطة ودرك.
- تحدد القوة العددية لقوات الأمن والدفاع بقانون.
- تعديل نسبة مشاركة القبارصة اليونانيين والأتراك في تكوين الخدمة العامة وقوات الجمهورية بما يتناسب مع نسبة السكان من القبارصة اليونانيين والأتراك.
- خفض عدد أعضاء لجنة الخدمة العامة من عشرة إلى خمسة.
- تتخذ جميع قرارات مفوضية الخدمة العامة بالأغلبية البسيطة.
- إلغاء غرفة البلدية اليونانية.[1]

كانت أخطر مشكلة دستورية واجهتها جمهورية قبرص المنشأة حديثًا في سياسات الحياة اليومية هي قضية البلدية. سعى القبارصة الأتراك إلى إنشاء بلديات منفصلة لليونانيين والأتراك، بينما كان القبارصة اليونانيون يهدفون إلى إنشاء بلديات مختلطة. أخذ مكاريوس في الاعتبار احتمال تغيير الدستور من جانب واحد. وعلى الرغم من تحذيرات الجمهورية التركية من انهيار الدستور، واصل وزير الخارجية اليوناني إيفانجيلوس أفيروف ونظيره القبرصي غلافكوس كليريدس العمل بتلك التغييرات. وأخذ مكاريوس في الحسبان عدم الاستقرار السياسي في تركيا واليونان، حيث اعتقد أن اقتراحه سيحظى بدعم الأمم المتحدة. وفي 30 نوفمبر 1963 سلم مكاريوس مذكرة من 13 نقطة إلى الجانب القبرصي التركي.
رفض كوجوك ودنكطاش والحكومة التركية التعديلات الـ13. ورفع القبارصة الأتراك دعوى قضائية ضد التعديلات الـ 13 في المحكمة الدستورية العليا في قبرص (SCCC).